# Пакистан на літніх Олімпійських іграх 1948
Пакистан брав участь у Літніх Олімпійських іграх 1948 року у Лондоні (Велика Британія) уперше за свою історію, але не завоював жодної медалі.